# 一ノ瀬ワタル
一ノ瀬 ワタル（いちのせ ワタル、1985年〈昭和60年〉7月30日 - ）は、日本の俳優であり元プロ格闘家。本名は一ノ瀬 亘で、仮名は同じである。福岡県久留米市生まれ、佐賀県嬉野市塩田町出身。マネジメントはENDO MANAGEMENT OFFICE。

## 来歴
- 少年時代は柔道を習い、柔道の特待生として高校進学。K-1に憧れてキックボクサーを目指し、高校を中退して上京[1]。仕事や恋愛と格闘技の両立に悩み、練習だけに打ち込める沖縄の真樹ジムオキナワ（真樹日佐夫ジム系列）で内弟子になる。その後、試合の敗戦を機にタイでの修業を勧められ、ムエタイのジムに2年間出向した[2]。顔の傷跡はその時に負ったものである[3]。
- キックボクサー時代に真樹ジム本部との繋がりで三池崇史監督と知り合い、映画『クローズZERO II』に出演し俳優に興味を持つ[3]。その後ジムの移籍で再び上京し、アルバイトでエキストラを開始すると、その撮影現場でスカウトされ役者を目指す。
- Netflix配信ドラマ『サンクチュアリ -聖域-』で自身初主演。配信開始後から大きな話題を呼び、日本ランキング1位を獲得した。さらに、Netflix週間グローバルTOP10（非英語シリーズ）入り、世界50以上の国と地域で「今日のシリーズTOP10」入りも達成した[4][5]。

## 人物
強面な印象とは裏腹な可愛らしい笑顔と人柄が特徴。
映画『ヴィレッジ』における横浜流星とのアクションは、お互い元格闘家ということもありリアリティのある迫真のシーンとなった。また、映画『宮本から君へ』では役作りのために体重を33kg増量し、ラグビー選手の悪漢を演じた。
テレビドラマ『アンナチュラル』（TBSテレビ）第8話「遙かなる我が家」ではろくでなし息子の町田三郎を演じたが、雑居ビル火災での秘話に感動すると話題が集まった。さらに、テレビドラマ『獣になれない私たち』（日本テレビ）に岡持三郎役で出演した際に黒木華演じる朱里からウサギの「たっちん」を預かったが、ドラマ終了後、実生活でもこのウサギのたっちんを飼っている。
以後、ウサギを計8匹、飼育している。大柄な体格を活かした役も多く、徹底した肉体作りが度々話題を呼ぶ。
Netflixオリジナルドラマ『サンクチュアリ -聖域-』では、他の俳優陣とともに、専門家の指導の下、1年間に及ぶ肉体改造や相撲の稽古を行った。

## 出演

### テレビドラマ
- 美咲ナンバーワン!!（2011年、日本テレビ）
- JIN-仁-（2011年、TBS） - 多元の医学館の弟子 役
- ろくでなしBLUES（2011年、日本テレビ） - 平仲光二 役
- 全開ガール 第1話（2011年7月11日、フジテレビ） - 鷲津の舎弟 役
- 仮面ライダーフォーゼ（2011年、テレビ朝日） - 筋肉部キャプテン 役
- ここが噂のエル・パラシオ（2011年、テレビ東京） - 桜花の親衛隊長 役
- 僕とスターの99日（2011年、フジテレビ） - ヤクザ役の俳優
- 任侠ヘルパー(2012年、フジテレビ)
- 大河ドラマ 平清盛（2012年、NHK総合） - 悪僧 役
- ダーティ・ママ!（2012年、日本テレビ） - 闇組織・新世界 運転手 役
- 13歳のハローワーク（2012年、テレビ朝日） - Bボーイ 役
- 理想の息子（2012年1月14日 - 3月17日、日本テレビ） - 海王工業高校生徒 役
- 妄想捜査〜桑潟幸一准教授のスタイリッシュな生活（2012年、テレビ朝日） - ヤクザ 役
- クローバー 第1話・第2話、第11話（2012年4月14日・21日、6月23日、テレビ東京） - 桃浜高のワル 役
- 24時間テレビ35ドラマスペシャル「車イスで僕は空を飛ぶ」（2012年8月25日、日本テレビ） - 不良 役
- 相棒（テレビ朝日）
  - 相棒 season11 第3話（2012年10月24日、テレビ朝日） - 宇治龍一 役
  - 相棒 season21 第18話（2023年2月22日、テレビ朝日） - 小桜千明役
- 好好!キョンシーガール〜東京電視台戦記〜 第4話（2012年11月3日、テレビ東京） - 不良集団バクテリア幹部 役
- 夜行観覧車（2013年、TBS） - 格闘家 役
- テレビ朝日開局55周年記念 黒澤明ドラマスペシャル 野良犬（2013年1月19日、テレビ朝日） - 筋者 役
- 非公認戦隊アキバレンジャー シーズン痛（2013年、BS朝日） - オタク客 役
- BAD BOYS J 第1話・第9話 - 最終話（2013年4月7日・6月2日 - 23日、日本テレビ） - 横川 役
- 彼岸島 最終話（2013年12月27日、毎日放送・TBS） - 禿火傷 役
- 三匹のおっさん〜正義の味方、見参!!〜 第1話（2014年1月17日、テレビ東京） - 矢部 役
- 極悪がんぼ 第7話（2014年5月26日、フジテレビ） - 取り立て屋 役
- 金曜プレステージ 西村京太郎サスペンス 十津川捜査班9 故郷（2014年7月25日、フジテレビ） - 矢沢武 役
- あすなろ三三七拍子 第2話・第4話 - 最終話（2014年7月22日・8月5日 - 9月9日、フジテレビ） - 渡辺啓治 役
- 土曜ワイド劇場 内田康夫サスペンス・福原警部5（2014年9月20日、テレビ朝日） - 保 役
- ビンタ!〜弁護士事務員ミノワが愛で解決します〜 最終話（2014年12月19日、読売テレビ・日本テレビ系） - 田代 役
- 怪奇恋愛作戦 第1話・第2話（2015年1月10日・17日、テレビ東京） - 人造人間3 役
- 破門（疫病神シリーズ） 第6話・最終話（2015年2月20日・3月6日、BSスカパー!） - 磯部淳二 役
- 連続ドラマW（WOWOW）
  - 予告犯 -THE PAIN- 第3話（2015年6月21日） - 強面夫 役
  - 絶叫（2019年3月24日 - 4月14日）
- デスノート 第9話・第10話（2015年8月30日・9月6日、日本テレビ） - メイソン・フジヤマ 役
- HiGH&LOW〜THE STORY OF S.W.O.R.D.〜（2015年10月22日 - 12月24日、日本テレビ） - 関虎太郎 役
  - HiGH&LOW Season2 第7話・第8話、最終話（2016年6月5日・12日、6月26日）
  - HiGH&LOW THE WORST EPISODE.O（2019年7月18日 - 9月5日）
- 特集ドラマ「ジャングル・フィーバー」（2016年1月11日、NHK BSプレミアム） - 永山健司 役[14]
- 99.9-刑事専門弁護士- 第4話（2016年5月8日、TBS） - タクシー運転手 役
- 弱虫ペダル 第2話（2016年9月2日、BSスカパー!） - ヤンキー 役
- レンタル救世主 最終話（2016年12月11日、日本テレビ） - ラストの加害者 役
- キャバすか学園 第9話（2017年1月8日、日本テレビ） - 関 役
- 幕末グルメ ブシメシ! 第3話（2017年1月24日、NHK BSプレミアム） - 竹若 役
- 創作テレビドラマ大賞「あなたにドロップキックを」（2017年3月17日、NHK総合） - 痴漢 役
- フリンジマン〜愛人の作り方教えます〜 第2話 - 第4話（2017年10月15日 - 29日、テレビ東京） - タツヤ 役
- 大岡越前4 第6話（2018年2月16日、NHK BSプレミアム） - 伝蔵 役
- アンナチュラル 第8話（2018年3月2日、TBS） - 町田三郎 役
- 土曜時代劇 そろばん侍 風の市兵衛 最終話（2018年7月21日、NHK総合） - 泥がめの山河 役
- GIVER 復讐の贈与者 第10話 - 最終話 （2018年9月15日 - 29日、テレビ東京） - 川原秀斗 役[15]
- 獣になれない私たち（2018年10月10日 - 12月12日、日本テレビ） - 岡持三郎 役[16]
- 妖怪! 百鬼夜高等学校（2018年10月18日 - 12月28日、BS日テレ） - 牛鬼 役
- スキャンダル専門弁護士 QUEEN 第2話（2019年1月17日、フジテレビ） - トレーナー 役
- サ道 第5話（2019年8月17日、テレビ東京） - ヤンキー風男 役
- ブラック校則 第3話（2019年10月29日、日本テレビ） - パン屋店長 役
- エ・キ・ス・ト・ラ!!! 第6話（2020年2月21日、カンテレ） - 大河原 役
- 課長バカ一代 第八話（2020年3月1日、BS12 トゥエルビ）
- 連続テレビ小説（NHK総合） 
  - エール 第35回 - 第40回・第100回（2020年5月15日 - 22日・10月30日） - 早稲田大学応援部団員・小熊 役[17]
  - ちむどんどん（2022年前期） - 幹部 役
  - おむすび（2024年後期） - 佐々木佑馬 役[18]
- 親バカ青春白書 第4話（2020年8月23日、日本テレビ） - 藤本 役[19]
- 閻魔堂沙羅の推理奇譚 第5回（2020年11月28日、NHK総合） - 阿賀里勉 役
- 珈琲いかがでしょう 第4話（2021年4月26日、テレビ東京） - ゴンザ 役
- 石子と羽男-そんなコトで訴えます?- 第4話（2022年8月5日、TBS） - 違法カジノの黒服 役
- DORONJO / ドロンジョ（2022年10月7日 - 12月16日、WOWOW） - 匠苑（トンズラー） 役
- インフォーマ（2023年1月20日 - 3月24日、関西テレビ） - キム・サンイル 役[20]
- ハヤブサ消防団（2023年7月13日 - 、テレビ朝日） - 山原浩喜 役[21][22]
- 恋愛のすゝめ（2023年11月22日 - 1月17日、TBS） - 虎松草太 役 [23]
- アンチヒーロー 第1話（2024年4月14日、TBS） - 尾形仁史 役[24][25]
- Believe-君にかける橋-（2024年4月25日 - 、テレビ朝日） - 灰谷耕太 役[26]
- 心はロンリー気持ちは「…」FINAL（2024年4月27日、フジテレビ）[27]
- 藤子・F・不二雄 SF短編ドラマ シーズン2「いけにえ」（2024年5月26日、NHK BS）[28] - 池仁平 役
- 対岸の家事〜これが、私の生きる道!〜（2025年4月1日 - 6月3日、TBS） - 村上虎朗 役[29]

### 配信ドラマ
- 恋愛体感ドラマ「快感ストロベリー〜秘蜜の花園〜」（2011年、BeeTV） - ゲイのカリスマ 役（スチール）
- 特命係長 只野仁 AbemaTVオリジナル 第42話（2017年1月7日、AbemaTV） - チャチャイ 役
- 銀魂 -ミツバ篇-（2017年7月15日、dTV） - 原田右之助 役
- ＃声だけ天使 第3話、第6話・第7話、第9話（2018年1月29日、2月19日・26日、3月12日、AbemaTV） - だいすけ 役[30]
- すじぼり（2019年6月21日 - 8月9日、U-NEXT） - 瓜生 役[31]
- 新解釈・三國志－異聞－ 第3話・第4話（2020年12月19日、Hulu） - 許褚 役[32]
- サンクチュアリ -聖域-（2023年5月4日配信開始、Netflix） - 主演・猿桜（小瀬清） 役[33][34]
- インフォーマ -闇を生きる獣たち-（2024年11月7日 - 、ABEMA） - キム 役[35]
- イクサガミ（2025年11月配信予定、Netflix） - 立花雷蔵 役[36]

### 映画
- クローズZERO II（2009年4月11日公開、東宝） - 鳳仙 （ほうせん） 学園の不良 役
- DOG×POLICE 純白の絆（2011年10月1日公開、東宝） - 水野夏希と飲み比べする男 役
- 仮面ライダー×仮面ライダー フォーゼ&オーズ MOVIE大戦MEGA MAX（2011年12月10日公開、東映） - 筋肉部キャプテン 役
- 映画 桜蘭高校ホスト部（2012年3月17日公開、ソニー・ピクチャーズ エンタテインメント） - 柔道部部長 役
- エイトレンジャー（2012年7月28日公開、東宝） - 居酒屋泣泣 店長 役
- 任侠ヘルパー（2012年11月17日公開、東宝） - 野村健司 役
- ストロベリーナイト（2013年1月26日公開、東宝） - 龍崎組 組員 役
- 相棒シリーズ X DAY（2013年3月23日公開、東映） - 組員 役
- ガチバン スプレマシー（2013年4月13日公開、AMGエンタテインメント） - 北畠康介 役
- モンスター（2013年4月27日公開、アークエンタテインメント） - おネエ・エアロビ先生 役
- ウルヴァリン:SAMURAI（2013年9月13日公開、20世紀フォックス映画）
- 劇場版 BAD BOYS J -最後に守るもの-（2013年11月9日公開、ショウゲート） - 横川 役
- ガチバン クロニクル（2014年3月22日公開、AMGエンタテインメント） - ライデン山本 役
- クローズEXPLODE（2014年4月12日公開、東宝） - 平修司 役
- THE NEXT GENERATION -パトレイバー-（松竹メディア事業部） - 警視庁警備部特科車両二課 整備員 役
  - 第4章「野良犬たちの午後」（2014年7月12日公開）
  - 第6章「大怪獣現る 後編」（2014年8月30日公開）
- 寄生獣 完結編（2015年4月25日、東宝） - 暴力団員 役
- 新宿スワン（2015年5月30日公開、ソニー・ピクチャーズ エンタテインメント） - 毒山 役
- KIRI-「職業・殺し屋。」外伝—（2015年6月20日公開、東映ビデオ / エクセレントフィルムズ） - 吉田 役
- 青春群青色の夏（2015年9月5日公開、small river）
- さらば あぶない刑事（2016年1月30日公開、東映） - 闘竜会ボディーガード 樋口 役
- セーラー服と機関銃 - 卒業 -（2016年3月5日、角川映画） - 桑田 役
- 教科書にないッ!シリーズ（2016年 - ） - 大久保剛 役
  - 教科書にないッ!（2016年6月18日公開）
  - 教科書にないッ!2（2016年6月21日公開）
  - 教科書にないッ!3（2017年5月10日）
  - 教科書にないッ!4（2017年6月17日）
  - 教科書にないッ!5（2019年7月27日）[37]
  - 教科書にないッ!6（2019年8月24日）[38]
- HiGH&LOW THE MOVIE （2016年 - 、松竹） - 関虎太郎 役
  - ROAD TO HiGH&LOW（2016年5月7日公開）
  - HiGH&LOW THE MOVIE（2016年7月16日公開）
  - HiGH&LOW THE MOVIE 2 / END OF SKY (2017年8月19日公開)
  - HiGH&LOW THE MOVIE 3 / FINAL MISSION (2017年11月11日公開)
  - HiGH&LOW THE WORST（2019年10月4日公開）
- 闇金ウシジマくん Part3（2016年9月22日公開、東宝映像事業部 / SDP） - 淀チン 役
- 新宿スワンII（2017年1月21日公開） - 毒山 役
- ダブルミンツ（2017年6月3日公開） - 櫻井 役
- GRAY ZONE（2017年、オールインエンタテインメント） - 成田寛海（成田兄弟の弟） 役
- 無限の住人（2017年4月29日公開、ワーナー・ブラザース）
- 銀魂（2017年7月14日、ワーナー・ブラザース） - 原田右之助 役
  - 銀魂2 掟は破るためにこそある（2018年8月17日公開、ワーナー・ブラザース）
- BRAVE STORM ブレイブストーム（2017年11月10日公開、プレシディオ）
- 全員死刑（2017年11月18日公開、日活・東京テアトル） - ケンちゃん 役
- ヘドローバ（2017年12月9日公開、Vice Media） - ヤン 役
- トラさん〜僕が猫になったワケ〜（2019年2月15日公開、ショウゲート）
- キングダム（2019年4月19日公開、東宝・ソニー・ピクチャーズ エンタテインメント） - タジフ 役
- 宮本から君へ（2019年9月27日公開、スターサンズ / KADOKAWA） - 真淵拓馬 役[39]
- 羊とオオカミの恋と殺人（2019年11月29日公開、プレシディオ）[40]
- 新解釈・三國志（2020年12月11日、東宝） - 許褚 役
- ある用務員（2021年1月29日公開、キグー） - 村野 役[41]
- 黄龍の村（2021年9月24日公開、ラビットハウス、監督：阪元裕吾） - 十兵衛 役
- 軍艦少年（2021年12月10日公開、ハピネットファントム・スタジオ） - テツ 役
- ヴィレッジ（2023年4月21日、KADOKAWA / スターサンズ） - 大橋透 役[42]
- はたらく細胞（2024年12月13日、ワーナー・ブラザース） - 外肛門括約筋 役[43]
- BLUE FIGHT 〜蒼き若者たちのブレイキングダウン〜（劇場公開日：2025年1月31日、ギャガ / YOAKE FILM）[44] - 袴田敏和
- 少年と犬（2025年3月20日、東宝） - 木村龍一 役[45][46]
- 港のひかり（2025年11月14日公開予定、東映 / スターサンズ） - 大黒浩 役[47]

### Vシネマ
- 凍牌〜裏レート麻雀闘牌録〜Vol.2（2013年）
- 組長強奪計画（2013年） - 組員 役
- 欲望の代償2（2016年） - 関東侠仁会戸越組組員 役
- YOKOHAMA BLACK6（2018年）
- CONFLICT 〜最大の抗争〜 第三章（2018年） - 元・三代目阪王会明神組組員 清武浩市 役
- 首領1・2・3（2020年） - 関東子伝馬一家 秀熊組組員 末永ヒロミ 役

### バラエティ
- コレってアリですか? 再現VTR（2011年7月26日、日本テレビ）
- 爆問パニックフェイス ザ・ドッキリ大連発SP「いきなりアウトレイジ!」（2012年10月4日、TBS） - 仕掛け人・ヤクザ 役
- 爆報! THE フライデー 鬼沢慶一篇（2012年10月12日、TBS） - 不良 役
- 土曜特番 〜本命・対抗・大穴〜芸能界三つ巴バトル2時間SP（2014年10月18日、日本テレビ）[48]
- 有吉反省会（2016年11月26日、日本テレビ）
- 笑×演（2017年7月6日、テレビ朝日）
- 午前0時の森（2023年6月28日・7月5日、日本テレビ）
- トークィーンズ（2023年6月29日、フジテレビ）
- あなたはどれに当てはまる?スター★性格診断SHOW（2023年7月4日、TBS）
- 人志松本の酒のツマミになる話（2023年7月21日、フジテレビ）
- 相席食堂（2023年8月8日、朝日放送テレビ）
- 小籔千豊＆山里亮太の 俺の聖地巡礼（2023年8月16日、朝日放送テレビ）
- 突然ですが占ってもいいですか?（2023年9月4日、フジテレビ）
- 動物スクープ100連発（2023年9月7日、TBS）
- 太田上田（2023年12月19日・26日、中京テレビ）
- これ余談なんですけど・・・（2024年3月13日、朝日放送テレビ)
- アナザースカイ（2024年7月6日、日本テレビ） - 訪問地：タイ / ラオス[49]
- 人生最高レストラン（2025年4月5日、TBS）

### CM
- セガ ヒーローバンク「誰もがヒーロー」編（2014年）
- Google アプリ：「こわくない男」篇（2014年）[50]
- IM30「ラストエンパイアウォーZ」（2017年）
- BANDAI SPIRITS ONE PIECE「#ひとつなぎの150秒」（2023年）[51]
- マイナビ マイナビ転職「出会い」篇（2024年）[52]
- Activision Blizzard Japan Call of Duty Black Ops 6「密着ドキュメント」篇（2024年）[53]

### 舞台
- 帰ってきた母親（2012年） - 取り立て屋 役
- 銀河英雄伝説 - ルイ・マシュンゴ 役
  - 第四章 前篇 激突前夜（2013年11月29日 - 12月2日）
  - 第四章 後篇 激突（2014年2月12日 - 3月2日）
  - 特別公演 星々の軌跡（2015年6月10日 - 6月21日）
- PARCO劇場開場50周年記念シリーズ「ひげよ、さらば」（2023年9月、PARCO劇場 / 10月、大阪） - 黒ひげ 役

### 吹き替え
- REBEL MOON: パート1 炎の子（2023年） - ラフマン 役[54]

### アニメ
- 『HiGH&LOW g-sword』アニメーションDVD付き特装版 フラッシュアニメ（2017年） - 関虎太郎 役

### インターネット
- AKIBA18エンタメTV（あっ!とおどろく放送局）
- 上島・出川・狩野「笑いの神に愛された男たち」〜何でも笑いにかえる3人衆〜（2012年、BeeTV）
- 今田×東野のカリギュラ（2017年7月28日、Amazonプライムビデオオリジナル配信）自作自演やらせドッキリ ロバート秋山編‐仕掛け人・セクシー熟女霊媒師の強面マネージャー役（ノンクレジット）

### ミュージック・ビデオ
- タッキー&翼 PV（2012年）
- EXILE「ALL NIGHT LONG」（2012年）
- 倖田來未「ピンク スパイダー」（2013年）
- DFT「STORY TO TELL」（2016年）
- DISH//「プランA」（2024年）
- B'z「鞭」（2025年）